# 法律関係
権利関係（けんりかんけい）、法律関係（ほうりつかんけい）あるいは権利または法律関係（けんりまたはほうりつかんけい）（独 Rechtsverhältnis）とは、人と人との間の法的な関係をいう。例えば、債権債務関係や身分関係などがある。
法律関係の変動が発生、変更、または消滅することを法律効果といい、それを生じさせるには法律要件を充足する一定の事実（法律事実）がなければならない。例えば、売ろうという意思表示（申込み）とこれに応じようという意思表示（承諾）の二つの法律事実によって法律要件が充足されることで売買契約の成立（売買契約に基づく債権債務関係の発生）いう法律効果が生じる。
なお、信義則上、契約の両当事者間の権利義務関係は契約の終了によっても当然には消滅せず、契約による利益を保護する義務を互いに負う。これは契約の余後効と呼ばれており、日本法では、民法654条（委任の終了後の処分）や商法16条（競業避止義務）などの規定がある。